# André Even
André Henri Pierre Even (ur. 14 stycznia 1926 w Pont-l’Évêque, zm. 10 października 2009 tamże) – francuski koszykarz. Wraz z reprezentacją Francji zdobył srebrny medal podczas letnich igrzysk olimpijskich 1948.